# 이란 헌법

이란 헌법, 즉 이란 이슬람 공화국(페르시아어: قانون اساسی جمهوری اسلامی ایران, Qanun-e Asasi-ye Jomhuri-ye Eslâmi-ye Iran)의 헌법은 이란의 최고법이다. 1979년 12월 2일과 3일 국민투표로 채택되어 1906년 헌법을 대체하여 발효되었다. 1989년 7월 28일에 한 번 개정되었다. 헌법은 원래 12장 175개 조항으로 구성되었으나 1989년에 14장 177개 조항으로 개정되었다.
이는 신권적 요소와 민주적 요소가 혼합된 혼합 체제라고 불려왔다. 제1조와 제2조는 주권을 하나님께 부여하고 제6조는 "대통령직과 마즐리스 또는 의회에 대한 대중 선거를 명령한다." 주요 민주적 절차와 권리는 수호자 위원회와 최고 지도자에게 종속되며, 최고 지도자의 권한은 제8장(107-112조)에 명시되어 있다.

## 같이 보기
- 이란 혁명
- 이란의 정치
- 샤리아